# Stomatite di Vincent
La   stomatite di Vincent, conosciuta con molti nomi, è una malattia, una forma di infezione alle gengive, caratterizzata da una progressiva necrosi.

## Storia
La malattia ebbe una vasta diffusione durante la prima guerra mondiale, riscontrata in molti soldati (da ciò il nome "bocca da trincea").

## Sintomatologia
I sintomi e segni clinici presentano febbre, emorragia, dolore che si acutizza mentre si consuma un pasto, presenza di linfoadenopatia (aumento incontrollato dei linfonodi), alitosi, edema. Può manifestarsi angina di Plaut-Vincent.

## Fattori di rischio
Fattori di rischio consistono nel consumare il fumo di sigaretta, forme di stress, cattiva cura della igiene orale, dieta squilibrata e carente ai limiti della malnutrizione, privazione di sonno e infezioni del cavo orale.

## Terapia
Come trattamento è previsto lo sbrigliamento che deve essere eseguito per più giorni, lavaggi della cavità orale con acqua ossigenata, come terapia farmacologica sono previsti penicillina o la tetraciclina.